# Campylopus cavifolius
Campylopus cavifolius är en bladmossart som beskrevs av Mitten 1869. Campylopus cavifolius ingår i släktet nervmossor, och familjen Dicranaceae. Inga underarter finns listade i Catalogue of Life.